# Lepidopa deamae
Lepidopa deamae är en kräftdjursart som beskrevs av Benedict 1903. Lepidopa deamae ingår i släktet Lepidopa och familjen Albuneidae. Inga underarter finns listade i Catalogue of Life.